# Sylvio Behring
Sylvio da Matta Behring (Rio de Janeiro, 31 de março de 1962) é um Mestre (faixa-coral 8° grau) de Jiu-jítsu brasileiro e faixa preta de Judô, conhecido pelo desenvolvimento do Método Progressivo de Jiu-Jitsu e o Gerenciamento Progressivo de Comportamento Inconveniente (GPCI). Considerado um dos lutadores mais respeitados do mundo, treinou atletas como os campeões do UFC Anderson Silva e Fabricio Werdum e os campeões mundiais de Jiu-jitsu Marcio Corleta e Mário Reis. É o fundador da Sylvio Behring Association, que possui academias presentes em 7 países (Brasil, EUA, Canadá, Uruguai, Namíbia, Emirados Árabes Unidos e México). É o atual presidente da Confederação Brasileira de Jiu-jitsu Desportivo (CBJJD), vice-presidente da Federação de Jiu-jitsu Desportivo do Rio de Janeiro (FJJD-Rio) e conselheiro da Jiu-jitsu Global Federation.
Sylvio Behring é filho do Grande Mestre de Jiu-jitsu Flavio Behring.

## Biografia
Sylvio Behring nasceu no dia 31 de março de 1962, na cidade do Rio de Janeiro. Começou a treinar Jiu-jitsu aos 4 anos de idade, em 1966, com os Grandes Mestres João Alberto Barreto e Álvaro Barreto na academia Aja, em Copacabana. Ainda treinou com o Grande Mestre Gastão Gracie dos 11 aos 16 anos, quando voltou para a academia de Álvaro Barreto, onde chegou até a faixa preta, em 1984.
Em Porto Alegre, fundou a academia Winner-Behring, onde formou lutadores renomados como Fabrício Werdum e Marcio Corleta. Outros lutadores conhecidos treinados pelo Mestre foram o croata Mirko Cro-Cop e o campeão mundial de Jiu-jitsu Mario Reis. 